# 발터 셸렌베르크
발터 프리드리히 셸렌베르크(Walter Friedrich Schellenberg, 1910년 1월 16일 ~ 1952년 3월 31일)는 독일의 친위대 소장 (SS-Brigadeführer) 이자 경찰 소장 (Generalmajor der Polizei)이다. 그는 1944년부터 제국보안본부 (RSHA) 에 있는 보안국 및 아프베어 (Abwehr)의 통합된 첩보부의 국장을 지냈다.